# Komitet Floty Narodowej
Komitet Floty Narodowej – organ władzy wykonawczej, istniejący w latach 1920–1932, powołany w celu skoordynowania działalności poszczególnych instytucji, grup społecznych oraz osób, dążących do utworzenia Polskiej Floty Morskiej.

## Powołanie Komitetu
Na podstawie ustawy z 1920 r. o "Komitecie Floty Narodowej” ustanowiono Komitet. Ustawa o Komitecie Floty Narodowej była nowelizowana w 1927 r.
Wykonanie ustawy polecono Ministrowi Przemysłu i Handlu.

## Zadania Komitetu
Zadania Komitetu Floty Narodowej obejmowały:
- utworzenie  funduszu narodowego na cele morskie, który powstawał ze dobrowolnych składek,
- powołanie zarządu w celu dysponowania funduszem według woli ofiarodawców.

W miarę zainteresowania morzem i handlem morskim ze strony powstających kół gospodarczych i społecznych, Komitet powoływał je do współdziałania. Powstający Komitet popierał głównie rozwój żeglugi polskiej.  

## Skład Komitetu
W skład Komitetu Floty Narodowej wchodzili z urzędu:
- Marszałek Sejmu - jako prezes;
- Prezes Rady Ministrów;
- Prezes Sejmowej Komisji Morskiej - jako wiceprezes;
- Prezes Sejmowej Komisji Wojskowej;
- Prezes Sejmowej Komisji Przemysłowo-Handlowej;
- Minister Spraw Wojskowych;
- Minister Przemysłu i Handlu;
- Minister Spraw Wewnętrznych;
- Minister Skarbu;
- Prezes Najwyższej Izby Kontroli Państwa;
- Szef Departamentu Spraw Morskich.

Ponadto Komitet powoływał do swojego grona:
- delegatów izb handlowych;
- przedstawicieli Instytucji zainteresowanych handlem morskim;
- osoby działające na polu społecznym i naukowym.

Mandaty przedstawicieli Sejmu i Senatu w Komitecie trwały przez całą kadencją parlamentarną, to jest do ukonstytuowania następnego Sejmu i Senatu.

## Członkowie wspierający
Celem skuteczniejszego wykonywania prac Komitetu, powoływał i mianował członków wspierających. Członkiem wspierającym była każda osoba fizyczna lub prawna, która wpłacała na cele Komitetu odpowiednią składkę. Członkowie wspierający, zasłużeni dla rozwoju floty morskiej, byli mianowani członkami honorowymi Komitetu. Członkowie wspierający łączyli się w koła miejscowe.  

## Posiedzenia Komitetu
Posiedzenia Komitetu wyznaczane były przez prezesa lub jego zastępcę. Uchwały zapadające na posiedzeniach były ważne niezależnie od liczby uczestników.

## Zniesienie Komitetu
Na podstawie ustawy z 1932 r. o likwidacji Komitetu Floty Narodowej zniesiono Komitet. Dalsze gromadzenie funduszów na rzecz budowy polskiej floty morskiej oraz koordynacja działalności poszczególnych instytucji i osób powierzono stowarzyszeniom. 